# Filendelse
En filendelse er nogle ekstra bogstaver man angiver efter det sidste punktum i et filnavn således, at man hurtigt kan se filens type. Ofte anvendes engelsk: file extension i stedet for filendelse.
I DOS og i de grafiske brugerflader i Windows og de UNIX-lignende GNU/Linux-styresystemer behandles filer forskelligt afhængigt af filtypen. I kommandolinje-orienterede grænseflader - undtagen MS-DOS[kilde mangler] - behandler styresystemet som regel ikke filendelser specielt.
I øvrigt har binære datatyper - billeder, dokumenter, arkivformater etc. - ofte de første bytes i filen sat til en sekvens - de såkaldte magic bytes, og en form for metadata. Ligeledes findes BOM-signaturen for Unicode-16 og -32 tekst-filer.
I parentes bemærket kan man med tegnene "#!" engelsk: hashbang eller engelsk: shebang foranledige at en tekstfil eksekveres som et program. Eks.
```
#!/bin/awk -f

# Tæl linjerne

BEGIN
 
{

n
 
=
 
0

}

{
 
n
 
+=
 
1
 
}

END
 
{

print
 
n

}

```

De indledende tegn fungerer her som magic bytes.
Nogle typiske filendelser:
<filnavn>.<filendelse>
- .$$$ - Backupfil/ PFE
- .a - statisk linket programmodul.
- .AIF(F) - Audio Interchange File Format.
- .ASF - Active Streaming Format. Microsoft-format for lyd, billede, video.
- .AU - Audio file. Suns lydformat i Java.
- .AVI - Audio Video Interleaved. Microsoft-format til video.
- .BAK - Backupfil
- .bdf
- .BK1 - Backupfil
- .BMP - BitMaP-billedfil. Uden tab af billedinformation. Fylder meget.
- .c, - .C, .cc, .c++ : kildekode i programmeringssproget C og C++.
- .CGI Perlscript[kilde mangler]. Se .PL
- .class - – oversat java.
- .COM - Program. Dette er et gammelt format, som stort set er afløst af EXE-formatet.
- .CSS - Cascading StyleSheet.
- .CSV - Comma Separated Values, kommaseparerede værdier.
- .DAT - Data (diverse).
- .DLL - Dynamic Link Library – Programmodul, som først indlæses når der er brug for det.
- .DOC - Microsoft Word 97-2003-dokument eller dokumenter generelt.
- .DOCX - Microsoft Word 2007-dokument
- .DTD - Document Type Definition.
- .EXE - Program
- .FLA - Macromedia Flash – programmets egen arbejdsfil
- .GIF - GIF-billedfil
- .gz - gzip-pakket fil.
- .h - include eller header-fil til C/C++.
- .HT0 - HTML-backup.
- .HTM/.HTML: - Tekst til internettet.
- .IDX - Navneregister i tekstformat.
- .INI - INI-fil. Indstillinger til et program.
- .java - java-kildekode
- .JPG/.JPEG - JPEG-billedfil, komprimeret.
- .LOG - Logfil i eksempelvis ws_ftp
- .MAP - Imagemap.
- .md5 - – MD5-kontrolsum.
- .MDB - Microsoft Access-database.
- .MPG - MPEG-video.
- .MP3 - MP3-Lydfil.
- .MRC - MicroMarc (BIBSYS)
- .NAV - TOC-DEF…? Se SSH.
- .ODB - OpenDocument Database, databasefil
- .ODG - OpenDocument Graphic File, vektorgrafiksfil
- .ODP - OpenDocument Presentation, præsentationsfil
- .ODS - OpenDocument Spreadsheet, regnearksfil
- .ODT - OpenDocument Text Document, tekstbehandlingsfil
- .OGG - Ogg Vorbis lydfil
- .OLD - Backupfil
- .ONE - Microsoft OneNote-fil
- .PCT - PICT – billedfil
- .PDF - Portable Document Format. Acrobat.
- .PL - Perl-script.
- .PNG - Portable Network Graphic-billedfil
- .PPP - Serif PagePlus-fil
- .PPT - Microsoft PowerPoint 97-2003-præsentation
- .PPTX - Microsoft PowerPoint 2007-præsentation
- .PSD - Adobe Photoshop-billedfil.
- .RA - RealNetworks-lydfil (Real Audio var den første originale filtype)
- .RAR - Komprimeret arkivfil.
- .RAM - RealNetworks-videofil/metafil.
- .RM - RealNetworks-videofil (RealMedia)
- .RP - RealNetworks-slideserie.
- .RPM - RealNetworks-metafil. Se også .RAM.
- .RT - Real -ekst.
- .RTF - RichTextFormat-tekstfil. Kan læses af næsten alle tekstbehandlingsprogrammer.
- .SRS - Search & Replace-script.
- .SSH - SGML-stylesheet.
- .SHTM(L) - Server-baseret HTML.
- .song - filer findes kun på virtuelle musikstudier eller online som www.audiosauna.com [kilde mangler]
- .SWF - Flash-animation
- .SXC - OpenOffice.org regneark
- .SXI - OpenOffice.org præsentation
- .SXW - OpenOffice.org tekst
- .SYS - Systemfil
- .tar - TapeARchive-fil (arkivfil).
- .TIF/.TIFF - Tagged Image File Format – billede. Et af de mest anvendte formater i den trykte presse. Kompression uden tab af information. Kan åbnes af de fleste billedprogrammer.
- .TTF - TrueType font fil
- .TMP - Midlertidig fil
- .TXT - Tekst-fil.
- .WAV - Lydfil
- .WPD/.WP5 - WordPerfect-fil.
- .XLS - Microsoft Excel 97-2003-regneark
- .XLSX - Microsoft Excel 2007-regneark
- .ZIP - Komprimeret arkivfil.